# Silene sartorii
Silene sartorii är en nejlikväxtart som beskrevs av Pierre Edmond Boissier och Heldr. Silene sartorii ingår i släktet glimmar, och familjen nejlikväxter. Inga underarter finns listade i Catalogue of Life.